# Boikot
Boikot — испанская панк-рок группа левого толка.

## История
Группа начала свою деятельность в 1987 году, играя в барах и на вечеринках. В дальнейшем группа решила создать трилогию под названием «La Ruta del Ché», три альбома которой будут включать разные версии популярных песен, таких как «Hasta Siempre». Во время гастролей в таких странах, как Куба, Мексика и Аргентина. На этом этапе группа черпала вдохновение из стран Южной Америки, которые они посетили, включая большое количество инструментов и ритмов Латинской Америки.

## Стиль
Музыка Бойкота представляет собой смесь рока, ска, панка и хардкор-панка.

## Участники
- Альберто Пла: ритм-гитара и вокал
- «Коста» Васкез: соло-гитара и вокал
- Хуанкар: бас-гитара и вокал
- Х.К. «Грасс» Сапата: барабаны

## Дискография
- Los Ojos de la Calle (Глаза улицы), 1990
- Con Perdón de los Payasos (С прощением клоунов), 1992
- Cría Cuervos (Разведение воронов), 1995
- Tu Condena (Ваше осуждение), 1996
- Ruta del Che — No Mirar (Маршрут Че — Не глядя), 1997
- Ruta del Che — No Escuchar, 1997
- Ruta del Che — No Callar, 1998
- Historias Directas de Boikot, 2000
- De Espaldas al Mundo, 2002
- Tus Problemas Crecen, 2004
- Amaneció, 2008
- Ni un paso atrás / en directo (Ни шагу назад / вживую), 2008
- Lágrimas de rabia (Слёзы ярости), 2012
- Boikotea (live), 2014
- El Llamado a la Rebelión, 2018